# Hans Jacob Nielsen
Hans Jacob Nielsen (ur. 2 września 1899 w Næstved, zm. 6 lutego 1967 w Aalborgu) – duński bokser wagi lekkiej. W 1924 na letnich igrzyskach olimpijskich w Paryżu zdobył złoty medal. Brał udział także w igrzyskach w Antwerpii i Amsterdamie.